# Johanne 1. af Auvergne
Johanne 1. af Auvergne (8. maj 1326 – 29. september 1360) var regerende grevinde af Auvergne og Boulogne 1332-1360 og dronning af Frankrig gennem sit ægteskab med Kong Johan 2. 1350-1360.

## Liv
Hun var datter af Vilhelm 12., greve af Auvergne og Boulogne, og hans hustru Margrete, en søster til Filip 3. af Navarra. Hun arvede grevskaberne Auvergne og Boulogne efter sin fars død.
Hendes første mand var Filip af Burgund, der holdt titlen greve af Auvergne i kraft af deres ægteskab. De fik et overlevende barn, Filip, der i størstedelen af sit korte liv var hertug af Burgund (ved at arve titlen fra sin bedstefar).
Efter sin mands død giftede Johanne sig med Johan 2. af Frankrig den 13. februar 1350. Hun blev dronning af Frankrig det følgende år. Dette var det andet ægteskab for dem begge. Johans første hustru Bonne af Luxemburg var død af Den sorte død og havde efterladt Johan med otte børn, så der var ikke noget stort pres på Johanne for at føde en søn og arving. Johannes' søn Filip kom under kongens beskyttelse. Hun fik tre børn med Kong Johan, to piger og en ikke navngivet søn, som alle døde unge. Johanne døde af pest i 1360. Hendes ejendele blev arvet af hendes søn.

## Børn
Med sin første mand Filip fik Johanne følgende børn:
- Johanne (1344 – 11. september 1360), der var forlovet med Amadeus 6. af Savoyen, men i sidste ende blev affærdiget og levede resten af sit liv i et kloster i Poissy[1]
- Margrete (f. 1345), der døde ung
- Filip 1. af Burgund (1346 – 21. november 1361), som blev gift med Margrete 3. af Flandern[2]

Med hendes anden mand, Johan, fik Johanne to kortlevende døtre, Blanka (november 1350) og Katarina (1352), og en kortlevende søn (1353).